# Egely Kloster
Egely Kloster – Taikyo-ji var et buddhistisk kloster i Rinzai Zen-traditionen, grundlagt af Denko John Mortensen i Østermarie på Bornholm i 2007. Klosteret i en gammel gård var det eneste Rinzai Zen kloster i Skandinavien med en fastboende Zen-lærer.
Denko blev først interesseret i Buddhisme sidst i 1960'rne og tog til Ryutaku-ji i Japan, hvor han mødte Soen Nakagawa. Senere blev han elev af Soen Roshis efterfølger, Eido Shimano. Denko blev ordineret som Rinzai Zen Buddhistisk munk i Dai Bosatsu Zendo i 1980. Efter 22 års træning modtog Denko Dharma Transmission (inka) fra Eido i 2002 og blev hermed zenmester og linjeholder i Rinzai zenbuddhismen.
Denko brød med Eido Shimano og blev uafhængig lærer.
Denko er medlem af American Zen Teachers Association.
Egely Klosterer blev lukket i 2015, men Buddhistisk Samfund eksisterer stadig.